# غاليوغاييفسكايا (ستافروبول)
غاليوغاييفسكايا (بالروسية: Галюгаевская) هي مدينة في مقاطعة ستافروبول كراي في روسيا.

## السكان
يبلغ عدد سكانها حوالي 3221   نسمة.